# Pachira glabra
Pachira glabra là một loài thực vật có hoa trong họ Cẩm quỳ. Loài này được Pasq. mô tả khoa học đầu tiên năm 1868.